# De Havilland Heron
de Havilland DH.114 Heron var ett mindre propellerdrivet brittiskt passagerarflygplan som flög första gången 1950. 
Det var baserat på de Havilland DH.104 Dove och liksom detta konstruerad för matartrafik och korta distanser, men i motsats till Dove rymde Heron 14 passagerare och var försedd med fyra kolvmotorer. 
Heron tillverkades i 149 exemplar av de Havilland mellan 1950 och 1964.
Det var ett lågvingat monoplan med en 2,83 m längre flygkropp jämförd med Dove. Hela flygplanet tillverkades av metall förutom vingklaffar och roderytor som var dukklädda. I början var Heron utrustad med fast landställ; det senare Heron 2 hade infällbart landställ. 
Planet har bra egenskaper att användas på kortare start- och landningsträckor och på landningsbanor gjorda av grus eller jord.

## Versioner
- Heron 1: fast landställ, 51 tillverkade[2]
- Heron 2: indragbar landställ, 98 tillverkade
- Heron C Mk.3 & Mk.4: V.I.P. transport version för the "Queen's Flight", Royal Air Force, 3 ombyggd
- Sea Heron C Mk.20: 5 begagnade Heron 2, för transport och kommunikation till Royal Navy

## Varianter
Många Heron blev modifierade eller uppgraderade:
- Prinair Heron: ombyggd av flygbolaget Prinair i Puerto Rico; utrustad med Continental IO-520 boxermotorer
- Riley Turbo Skyliner: utrustad med 290 hk (216 kW) Lycoming IO-540 boxermotorer; utförd vid Riley Aircraft i USA
- Shin Meiwa Tawron: utrustad med 260 hk (194 kW) Continental IO-470 boxermotorer; utförd i Japan för Toa Domestic Airline
- Saunders ST-27: kroppen förlängd med 2,59 m, 23 passagerare; tvåmotorigt, utrustad med 750 shp (560 kW) Pratt & Whitney Canada PT6A-34 turbopropmotorer
- Saunders ST-28: nybyggd prototyp; förbättrad ST-27, flög första gången den 28 maj 1969

## Tekniska data och prestanda
| Motorer           | 4 × 250 hk de Havilland Gipsy Queen 30 Mk.2, 6 cylindrar radmotor |
| Spännvidd         | 21,80 m                                                           |
| Längd             | 14,79 m                                                           |
| Höjd              | 4,75 m                                                            |
| Vingyta           | 46,40 m²                                                          |
| Marschhastighet   | 295 km/h (159 knop)                                               |
| Räckvidd          | 1 470 km (med max. bränsle 2 500 km)                              |
| Bränslekapacitet  | 1 873 liter                                                       |
| Tomvikt           | 3 848 kg                                                          |
| Max startvikt     | 6 124 kg                                                          |
| Antal passagerare | 14                                                                |
| Besättning        | 2 piloter                                                         |

## Operatörer (ej komplett)
De Havilland Heron har flugits bl.a. av:

(♠ = begagnade flygplan)

### Civila operatörer

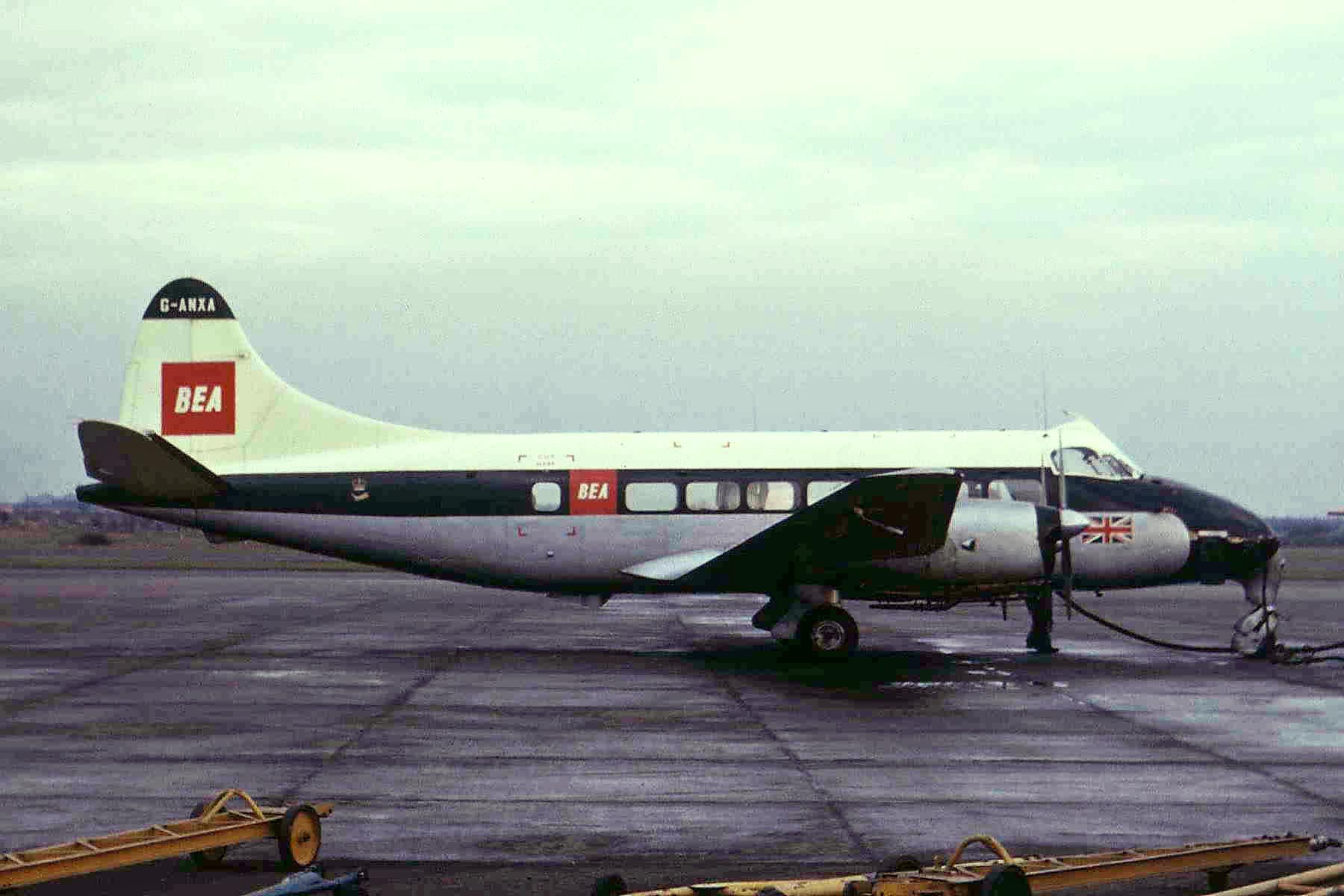
BEA Heron 1, G-ANXA, Glasgow 1965

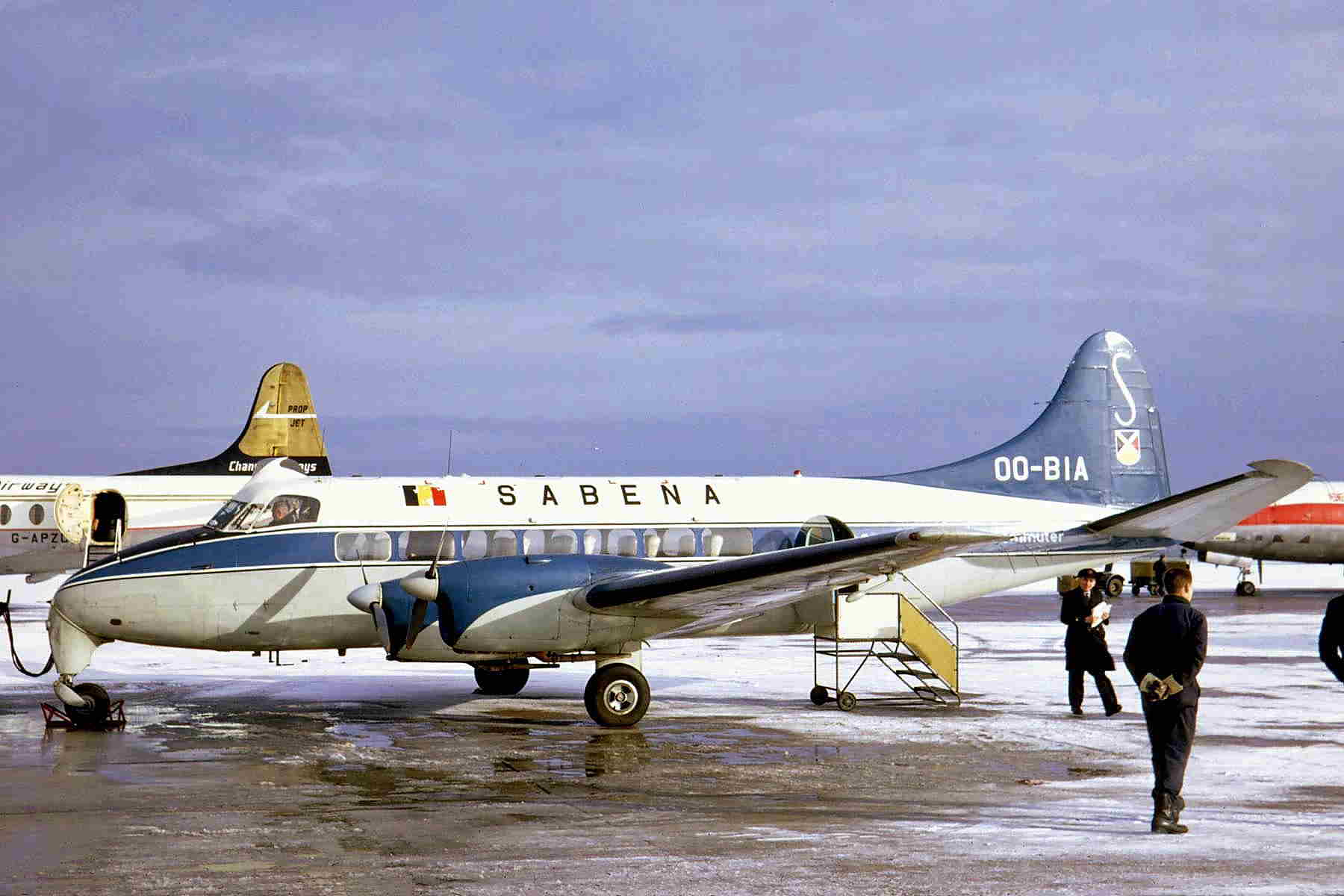
Sabena Heron 1, OO-BIA, Rotterdam 1968

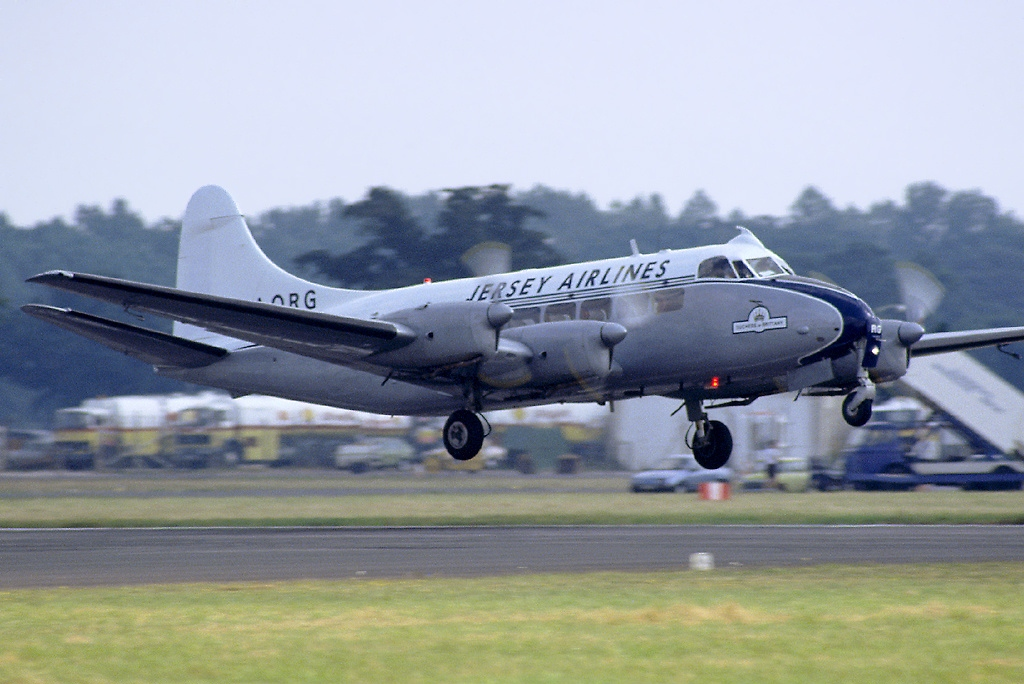
Jersey Airlines Heron 2B, G-AORG, Bournemouth 1991

#### Europa
- Aviaco
- British European Airways
- Braathens
- Cambrian Airways
- ♠ Cimber Air
- Dragon Airways
- Falck's Flyvetjenste
- ♠ Fjellfly
- ♠ Itavia
- Jersey Airlines
- ♠ Martinair
- ♠ Nor-Fly
- ♠ Sabena
- ♠ Südflug
- Union Aéromaritime de Transport
- Vestlandske Luftfartsselskap

#### Övriga världen
- ♠ All Nippon Airways
- ♠ Ansett-ANA
- Bahamas Airways
- Butler Air Transport
- Devlet Hava Yollari
- Garuda
- Ghana Airways
- Gulf Aviation
- Indian Airlines
- Japan Airlines
- New Zealand National Airways Corporation
- PLUNA
- Prinair (Puerto Rico)
- ♠ Toa Domestic Airline
- West African Airways Corporation

### Militära operatörer

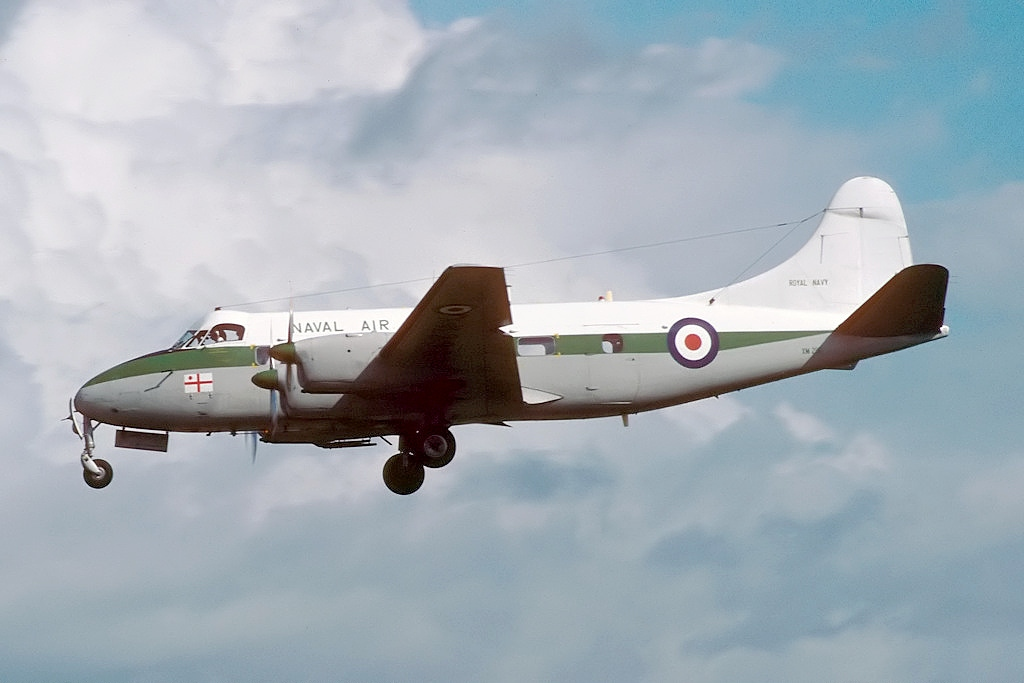
Royal Navy Heron C.4, XM296, Yeovilton 1984

- Ghanas flygvapen
- Iraks flygvapen
- Jordaniens flygvapen
- ♠  Kuwaits flygvapen
- Malaysias flygvapen
- Sydafrikas flygvapen
- Storbritanniens flygvapen
- ♠  Royal Navy
- Sri Lankas flygvapen
- Tysklands flygvapen